# Aalborg Volley
Aalborg Volley – duński klub siatkarski z Aalborg. Obecnie występuje w najwyższej klasie rozgrywkowej (Elitedivision).
Powstał w 2016 roku poprzez połączenie klubów Aalborg HIK (Hobrovejens Idræts Klub Aalborg) oraz VK74.

## Rozgrywki krajowe
| Sezon     | Rozgrywki     | Osiągnięcie |
| --------- | ------------- | ----------- |
| 2000/2001 | Elitedivision | 1. miejsce  |
| 2001/2002 | Elitedivision | 1. miejsce  |
| 2002/2003 | Elitedivision | 3. miejsce  |
| 2003/2004 | Elitedivision | 3. miejsce  |
| 2004/2005 | Elitedivision | 3. miejsce  |
| 2005/2006 | Elitedivision | 4. miejsce  |
| 2006/2007 | Elitedivision | 5. miejsce  |
| 2007/2008 | Elitedivision | 2. miejsce  |
| 2008/2009 | Elitedivision | 2. miejsce  |
| 2009/2010 | Elitedivision | 4. miejsce  |

## Rozgrywki międzynarodowe
| Sezon     | Rozgrywki        | Osiągnięcie         |
| --------- | ---------------- | ------------------- |
| 2000/2001 | Puchar Top Teams | faza kwalifikacyjna |
| 2002/2003 | Puchar Top Teams | faza kwalifikacyjna |
| 2004/2005 | Puchar Top Teams | faza kwalifikacyjna |
| 2005/2006 | Puchar CEV       | faza kwalifikacyjna |